# Александар Радовић
Александар Радовић (Дубровник, 24. фебруар 1987) црногорски је ватерполиста и црногорски репрезентативац. Тренутно је члан Посилипа, а раније је играо за Јадран и Партизан. Игра на позицији левог крила.

## Клупски трофеји
- Евролига 2010/11. -  Шампион са Партизаном
- Суперкуп Европе 2011/12. - Победник са Партизаном
- ЛЕН куп 2014/15. - Победник са Посилипом.
- Првенство Србије и Црне Горе 2004/05. и 2005/06. -  Шампион са Јадраном
- Куп Србије и Црне Горе 2004/05. и 2005/06. - Победник са Јадраном
- Првенство Црне Горе 2008/09. и 2009/10. -  Шампион са Јадраном
- Куп Црне Горе 2006/07, 2007/08. и 2012/13. - Победник са Јадраном
- Јадранска лига 2009/10. - Победник са Јадраном
- Првенство Србије 2010/11. и 2011/12. -  Шампион са Партизаном
- Куп Србије 2010/11. и 2011/12. Победник са Партизаном
- Еуроинтер лига 2010/11. Победник са Партизаном
- Том Хоад куп 2011. - Победник са Партизаном